# Jerzy Więcław

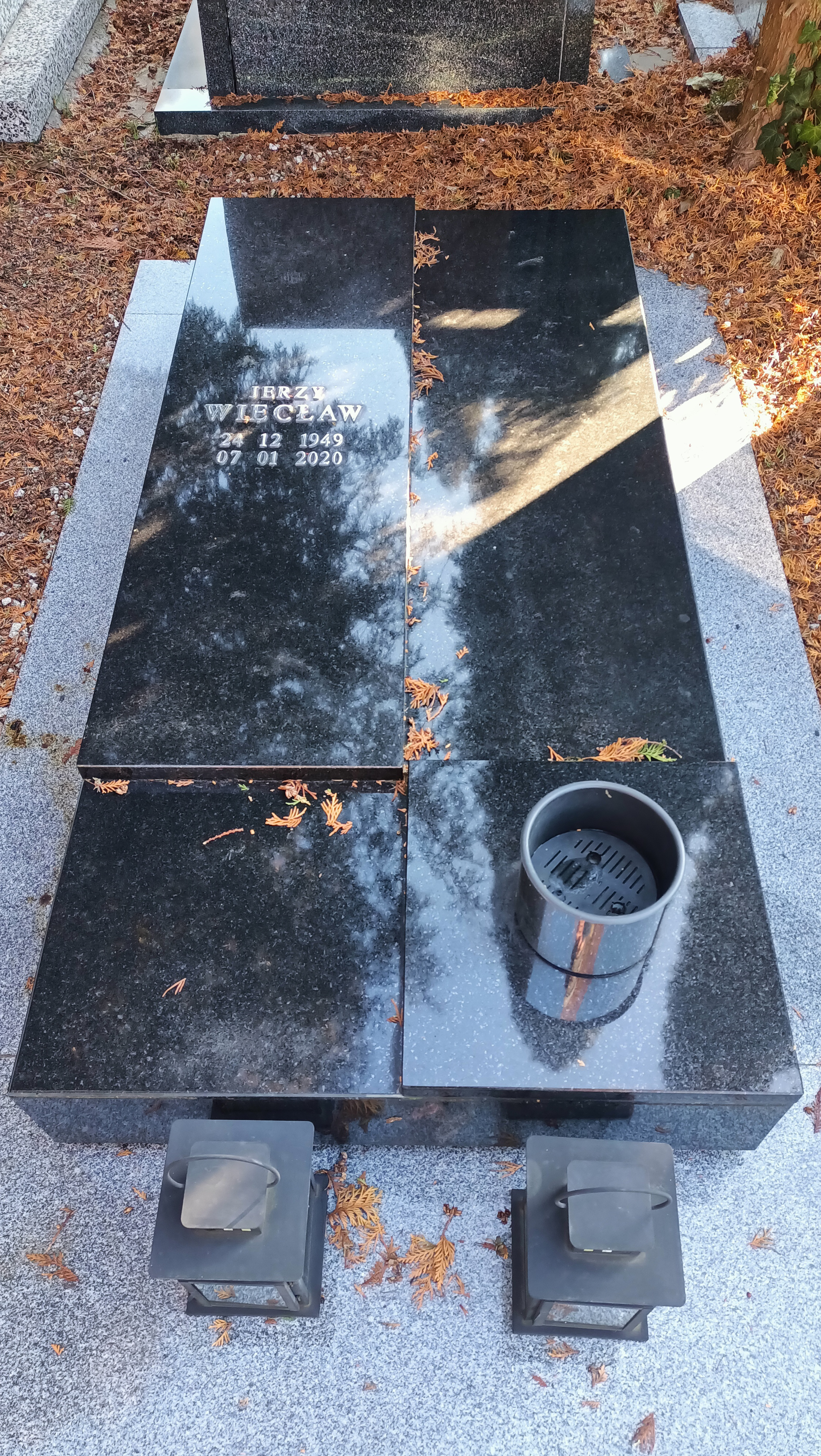
Grób Jerzego Więcława na cmentarzu w Pyrach

Jerzy Więcław (ur. 24 grudnia 1949 w Wałbrzychu, zm. 7 stycznia 2020 w Warszawie) – polski politolog i dyplomata, ambasador RP w Afganistanie (2008–2009) oraz w Australii (2003–2007).

## Życiorys
Studia zaczął na Wydziale Prawa i Administracji Uniwersytetu Łódzkiego. Ukończył Moskiewski Państwowy Instytut Stosunków Międzynarodowych (1973), studium podyplomowe międzynarodowych stosunków ekonomicznych przy SGPiS oraz studium służby zagranicznej w Wyższej Szkole Nauk Społecznych przy KC PZPR (1980). Był uczestnikiem kursów w Haskiej Akademii Prawa Międzynarodowego.
Od 1973 pracownik polskiego resortu spraw zagranicznych, zaczynając od stanowiska stażysty. Dwukrotnie przebywał  na placówce w Helsinkach, od 1974 do 1978 jako attaché, natomiast od 1982 do 1987 jako II i później jako I sekretarz. W latach 1991–1996 pracował jako radca ds. politycznych w ambasadzie RP w Waszyngtonie. W 1998 był wiceszefem zespołu MSZ obsługującego polskie przewodnictwo w OBWE, a w latach 1999–2001 szefem misji tej organizacji w Biszkeku. Od listopada 2001 był zastępcą dyrektora Departamentu Azji i Oceanii. W latach 2003–2007 był ambasadorem w Australii z akredytacją na Nową Zelandię (do 2004) i Papuę-Nową Gwineę, zaś 2008–2009 w Afganistanie. W latach 2011–2012 był Wysokim Przedstawicielem Cywilnym przy Polskich Siłach Zadaniowych w Ghazni w Afganistanie.
Był żonaty z Bogumiłą, również pracowniczką MSZ, miał syna Dominika. Znał języki: angielski, fiński, rosyjski i francuski.
Zmarł 7 stycznia 2020. Pochowany na warszawskim cmentarzu w Pyrach.